# Polonia Czerniowce
Polonia Czerniowce (Roemeens:Polonia Cernăuţi) was een Poolse voetbalclub  uit Cernăuți, een stad die achtereenvolgens tot Oostenrijk-Hongarije, Roemenië en de Sovjet-Unie toebehoorde en momenteel in Oekraïne ligt.

## Geschiedenis
De club werd in 1907 opgericht onder de naam Sarmatia Czernowitz. In 1909 werd de club ontbonden en in 1910 heropgericht. Datzelfde jaar sloot de club zich nog bij BASK Czernowitz aan. In 1912 scheidde Sportklub Dorost Sokoly Czernowitz zich van BASK af. In 1914 werd de naam Viktoria Czernowitz aangenomen en in 1919 Polonia Czerniowce. In het Roemeens werd de club Clubul Sportiv Polonia Cernăuți genoemd. In deze tijd nam de club deel aan het kampioenschap van Boekovina. 
In 1921/22 werd de club regionaal kampioen en nam zo deel aan de eindronde om het Roemeense landskampioenschap. De club verloor al in de eerste ronde. Ook het volgende seizoen verloor de club in de eerste ronde.
Na enkele plaatsen in de middenmoot werd de club opnieuw regionaal kampioen in 1927/28, maar ook dit keer werd de club meteen uitgeschakeld. De volgende jaren ging het slechter met de club en in 1933 degradeerde de club naar de tweede klasse van het district Cernăuți. Na één seizoen werd de club kampioen in de tweede klasse en promoveerde terug. In 1935 werd de naam Wawel Czerniowce aangenomen en in 1938 degradeerde de club opnieuw naar de tweede klasse. Na 1940 verdween de club.

## Bekende spelers
- Stanislas Micinski
- Iosif Klein